# Chiesa di San Giuliano all'Esquilino

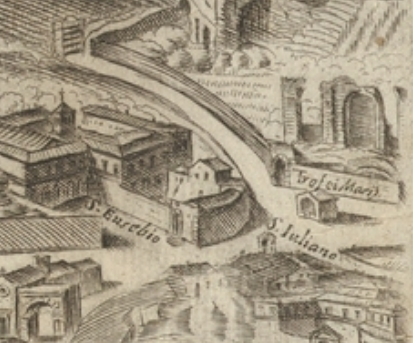
La Chiesa di San Giuliano all'Esquilino nella Mappa di Roma di Antonio Tempesta (1593).

La chiesa di San Giuliano Ospitaliero era un luogo di culto cattolico di Roma, nel Rione Esquilino, oggi non più esistente.

## Storia
La chiesa, di cui si hanno notizie a partire dal 1220, fu eretta presumibilmente agli inizi del XIII secolo presso quella di sant’Eusebio, vicino ai cosiddetti Trofei di Mario, il ninfeo costruito sotto l'imperatore Alessandro Severo (222-235), oggi nell'angolo settentrionale di piazza Vittorio Emanuele II.
I Carmelitani l'ebbero in cura dal 1260 al 1675, quando subentrarono i Redentoristi.
Nella seconda metà del XVI secolo Pompeo Ugonio ricorda la chiesa descrivendone il pavimento marmoreo in opus sectile realizzato con materiale romano di recupero.
Sotto papa Niccolò V (1447-1455) furono restaurati sia la chiesa che l'annesso convento, divenuti sede della Confraternita degli Albergatori e dei Vetturali.
Domenico Martinelli descrive nuovamente la chiesa nel 1653, ricordandola come un piccolo luogo di culto pieno di ex voto dedicati a sant'Alberto e a san Giuliano, all'interno della quale si trovava una fonte purissima la cui acqua era ritenuta taumaturgica, in particolare contro le febbri. Sappiamo che i Carmelitani benedicevano l'acqua miracolosa il 7 agosto di ogni anno e che preparavano l'acqua profumata al basilico destinata a lavare l'immagine di Cristo in occasione della processione dell'Assunta (15 agosto), la cui ultima fermata avveniva proprio davanti alla chiesa di San Giuliano di Roma.
La chiesa ed il convento, rintracciabili in tutte le principali piante di Roma da Bufalini (1551) a Nolli (1748), compaiono in alcune raffigurazioni della processione del Salvatore ed in una incisione di Aloisio Giovannoli del XVII secolo.
La chiesa era dotata di un piccolo prospetto a capanna con portale d'ingresso protetto da architrave, sopra il quale si trovava una finestra centinata affiancata da due finestrelle minori. All'interno (lungh. 70 palmi; largh. 33) era presente un solo altare sopra al quale si trovava un dipinto della Vergine con Bambino fra san Giuliano, abitu militari, e sant'Angelo martire.
Nello "Stato temporale delle Chiese di Roma" (1662), conservato nell'Archivio Segreto Vaticano, si legge quanto segue: La chiesa ha il choro, il campanile con una campana sola e la sagrestia, ha solamente un altare, e detta chiesa serve per cimitero per li religiosi. Il monastero ha un cortile con un giardinetto et un pozzo. Ha un dormitorio con 6 celle per li religiosi. Ha 4 altre camere. Possiede poi vigne, censi etc. per 140 sc.
Nel 1826 gli edifici furono acquistati da un certo Giovanni Pelucchi, che li alienò a Marziano Manfredi; l'ebbero poi i Micheletti, i quali nel 1848 li vendettero alla principessa Odescalchi. Quest'ultima li concesse in uso al convento delle monache basiliane polacche.
Nel 1874, per effetto del "Piano Regolatore" elaborato dall'ingegnere Alessandro Viviani (su progetto di Pietro Camporese il Giovane), la chiesa e il convento furono completamente distrutti per consentire la realizzazione di piazza Vittorio Emanuele II, baricentro dei nuovi quartieri "piemontesi" destinati al ceto impiegatizio di Roma ormai divenuta capitale del Regno d'Italia.